# Corno (artiste)

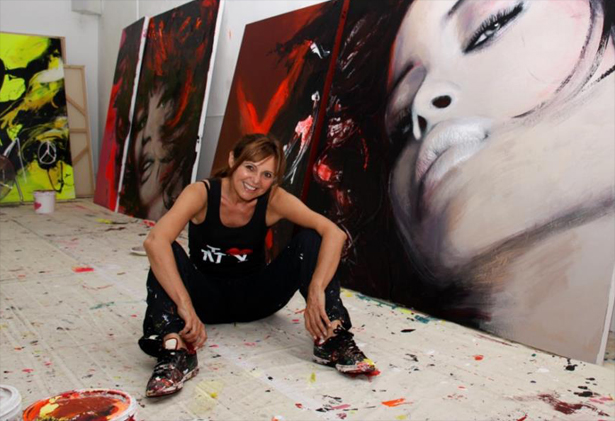
Photographie de l'artiste.

Corno, de son vrai nom Joanne Corneau, est une artiste peintre québécoise, née le 22 novembre 1952 à Chicoutimi et morte le 21 décembre 2016 au Mexique à l'âge de 64 ans. 
Influencée par les maîtres du Pop art, elle commence sa carrière au Québec avant de s'installer à New York. Elle est la sœur du psychanalyste et écrivain Guy Corneau.

## Biographie

### Parcours artistique
Corno obtient un diplôme des Beaux-Arts de l'Université du Québec à Montréal. Peu après, elle fait une première exposition à la Galerie Clarence Gagnon de Montréal.

### Débuts au Canada
Vers la fin des années 1980, très appréciée des collectionneurs montréalais, elle compte parmi les artistes québécois montant les plus en vue. Elle expose à Toronto, Ottawa, Calgary et Vancouver. En 1986, elle présente des œuvres au Pavillon du Québec à l'Expo 86 à Vancouver. À cette époque, elle était représentée par la Galerie Yves Laroche à Montréal.

### Premiers pas aux États-Unis
Forte de ces succès, Corno se tourne vers les États-Unis dans les années 1980. Elle réalise une première exposition à la Morgan Gallery de Boston et pose les bases d'une collaboration durable avec la galerie. Elle expose peu après à l'Université de San Diego. En 1992, Corno déménage à New York. Elle participe d’abord à des expositions de groupes et à bon nombre d'événements artistiques. Elle expose à la Steuben Glass Gallery sur Madison Avenue, à New York.

### Vers l'international
Le nouveau millénaire amena Corno à la Galerie Opéra de Soho. Ses œuvres figurent en permanence à New York, Londres, Paris, Venise, Monaco, Hong Kong, Singapour, Séoul et Dubai. Le succès de Corno est international. Son style néo-expressionniste marie abstrait et détails figuratifs minutieux. Son style se construit tant autour des couleurs que de la texture et du mouvement qu'elle donne à ses œuvres,,.
En 2005, Corno est interviewée par le réalisateur Bernar Hébert, pour son film L'Art du Nu, lancé au Festival International des Films sur l'Art puis diffusé sur les réseaux Bravo!, ART-TV, France 5 et Radio-Canada. Peu avant, elle participe à l’événement Massive Media Techno-Graffiti à New York : ses œuvres sont projetées sur les façades des buildings dans le quartier de Columbus Circle et à Union Square. La même année, Corno est l'artiste invitée du Train New York Paris, un événement international de mode qui attire designers, conservateurs de musées, diplomates et célébrités. Pour cet événement, Corno crée une murale spectaculaire de 14 mètres.
En 2006, Corno ouvre sa propre galerie à Montréal: la Galerie AKA. La Galerie Aka représente exclusivement Corno. L'événement fut largement relayé par les médias montréalais. Au début de l’année, Corno fut l'artiste invitée du Cirque du Soleil pour leur Première de Alegria, au prestigieux Royal Albert Hall à Londres. Ses œuvres figurent au salon VIP ainsi qu'au somptueux Roof Gardens aménagé de façon spectaculaire pour l'occasion, et à la Galerie Opéra Londres. Corno participe à deux autres expositions la même année : la Left Coast Gallery à Los Angèles et la Galerie Opéra de Hong Kong.
En 2007, Corno fut l'invitée d'honneur au Fido Spot à Toronto: ses œuvres y sont projetées sur le plus grand écran numérique en plein-air du Canada. Peu avant, son travail fut le point de mire de Luminato, le Festival des Arts et de la Créativité de Toronto,.  Elle commence à exposer à la Galerie Thompson Landry de Toronto.
En 2008, les expositions se succèdent. Corno expose d’abord à la Galerie Opéra de Hong Kong avec un succès sans précédent, puis à Paris. Elle participe peu de temps après à une exposition de groupe MADE IN NY. Ses œuvres sont juxtaposées à celles de maîtres américains tels qu'Andy Warhol, dont elle à toujours reconnu l'influence majeure sur son propre travail. Elle expose la même année avec Roc-Roussey à la Galerie Opéra de New York.
Avec une demande sans cesse croissante pour ses œuvres, Corno réalise une importante exposition solo à l'Opéra Gallery de Singapour en mars 2009, suivie de sa première exposition solo à l'Opéra Gallery de Dubaï en avril,. La même année elle est choisie par le Festival International de Jazz de Montréal comme Artiste invitée. Le Festival de Jazz célèbre son 30e anniversaire, ce qui coïncide avec le 30e anniversaire de la carrière artistique de Corno. Elle réalise alors Face For Jazz, qui sera dévoilée à la mi-juin au lancement de la nouvelle Galerie du Festival.